# Primo aviere
Primo aviere o aviere di prima classe è un grado militare dell'aeronautica militare.

## Italia
In Italia il primo aviere è il secondo grado dei militari di truppa dell'Aeronautica Militare, superiore dell'aviere scelto ed inferiore dell'aviere capo. Il distintivo di grado del primo aviere è costituito da un gallone (rosso) con due galloncini (rossi). Il grado di primo aviere è il massimo grado raggiungibile dal personale in ferma prefissata. Viene acquisito al compimento del 30º mese di servizio.

## Germania
Nelle forze armate tedesche il grado equivalente è Obergefreiter comune a Esercito, Aeronautica e Marina.

## Stati Uniti
Negli Stati Uniti il grado omologo della US Air Force è airman first class superiore ad airman ed inferiore a senior airman. Il grado dal 1947 al 1952 era denominato corporal, omologo dell'italiano caporale.

## Galleria d'immagini

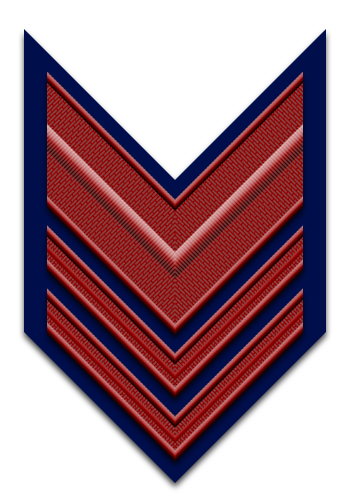
Insegna di primo aviere dell'Aeronautica Militare
Insegna di Airman first class dell'US Air Force